# Paola Martinengo
Paola Martinengo (... – Solferino, 1574) è stata una nobile italiana.

## Biografia
Discendente dalla nobile famiglia Martinengo di Brescia, ramo Delle Palle, sposò nel 1568 il marchese di Solferino Orazio Gonzaga.
Il matrimonio durò solo pochi anni perché Paola morì prematuramente nel 1574, lasciando nel dolore il marito che non poté accrescere il prestigio del proprio feudo. Poco prima della morte della consorte, Orazio Gonzaga fece testamento lasciando a Vincenzo I Gonzaga, duca di Mantova, il feudo di Solferino e al fratello Alfonso una parte dei suoi beni, escludendo l'altro fratello Ferrante dall'eredità. Questo provocò alla sua morte, avvenuta nel 1587, una crisi acuta tra Castiglione e Mantova che venne risolta dall'imperatore, riconoscendo ai "Gonzaga di Castiglione" la successione al feudo. Fu investito Cristierno Gonzaga.